# Fancy Women Bike Ride

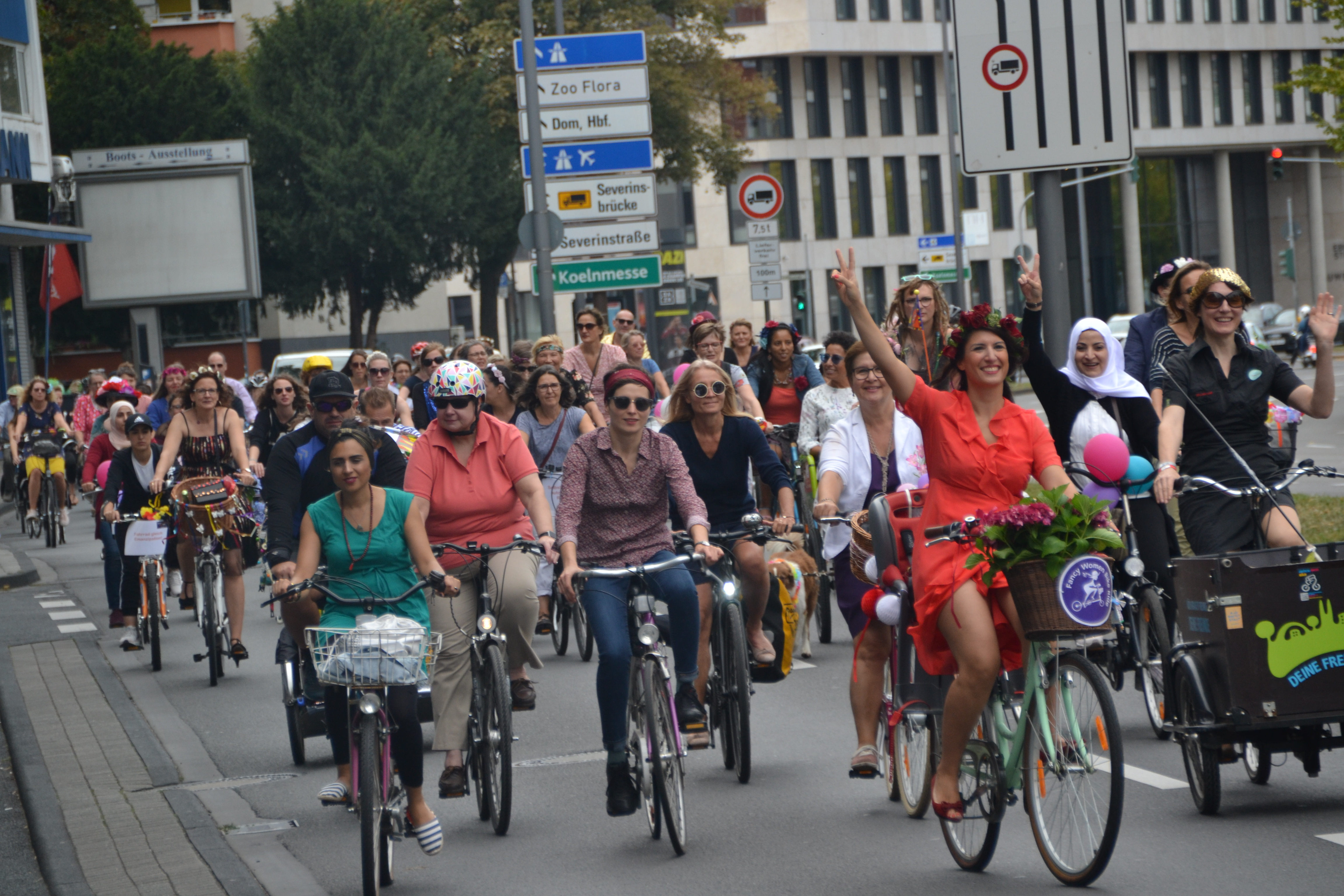
Fancy Women Bike Ride 2019

Der Fancy Women Bike Ride ist eine Radfahr-Veranstaltung für Frauen, die seit 2013 einmal im Jahr im September am autofreien Sonntag in vielen Städten zur selben Zeit stattfindet.

## Ziel
Ziel des FWBR ist, mehr Frauen zum Radfahren zu ermutigen, Frauen zu ermutigen, sichere Fahrradinfrastruktur zu fordern, eine öffentliche Meinung für das Fahrradfahren zu bilden, das Radfahren zu einem Teil des Alltags werden zu lassen, Respekt vor Frauen zu zeigen, ein umweltfreundliches Verkehrsmittel einzuführen, die Aufmerksamkeit auf Umweltaspekte wie den Klimawandel zu ziehen.

## Geschichte
2013 organisierten die Freundinnen Sema Gür und Pinar Pinzuti eine Ausfahrt mit Freundinnen, um die Sichtbarkeit der Frauen im Verkehr deutlicher zu machen. Ihre Absicht war es, auf den Welttag der autofreien Städte aufmerksam zu machen. 2013 unterstützten 300 Frauen die erste Runde. Die Frauen besichtigten das Zentrum der Stadt in eleganten und ausgefallenen Kleidern und schmückten ihre Fahrräder mit Blumen. Am Ende der Tour gaben sie die Pressemitteilung bekannt: „Lasst die Städte nach Parfüm riechen statt nach Abgasgeruch.“
Die im Laufe der Jahre berühmt gewordene Organisation hat viele Frauen erreicht. 2015 wurden Touren in Izmir, Istanbul, Adana, Ankara, Eskisehir, Marmaris und Bodrum organisiert.
2018 erhielt die Veranstaltung eine internationale Dimension. Pinzuti, die mittlerweile in Mailand lebt, organisierte den 1. Fancy Women Bike Ride in Italien und Yeliz Karadeli-Yasar in Deutschland. Die rechtliche Existenz der Fahrradtour, die auch in Italien, der Schweiz und Deutschland organisiert wird, wurde von der EU-Verkehrskommission anerkannt. 2019 wurde die Veranstaltung im Copenhagenize Index 2019 als eine der erfolgreichsten Radbewegungen der Welt aufgeführt. Mittlerweile findet die Rad-Veranstaltung in zehn deutschen Städten statt: Köln, Berlin, Pforzheim, Stuttgart, Bremen, Mönchengladbach, München, Kamp-Lintfort, Bielefeld, Erlangen und Frankfurt.
Im Jahr 2021 fuhren Frauen in 80 türkischen Städten und weltweit in 30 Ländern und 150 Städten mit. Am 24. November 2021 kürte die Berliner Senatsverwaltung für Umwelt, Verkehr und Klimaschutz die Tour zur „Grünen Verkehrsbewegung des Jahres“.